# Роберт Гарвард
Роберт С. Гарвард (англ. Robert S. Harward) — американський військовий діяч, віце-адмірал ВМС США (2008). З серпня 2011 по вересень 2013 року заступник командувача Центральним командуванням збройних сил США. До цього обіймав посади заступника командувача Об'єднаного Командування спеціальних операцій США і міжвидового командування Збройних сил США.

## Життєпис
Роберт Гарвард народився в місті Ньюпорт штату Род Айленд в родині військових моряків. У 1974 р закінчив Американську середню школу в Тегерані в Ірані. Після закінчення підготовчої школи при Військово-морської академії США в Ньюпорті, він вступив до Військово-морської академії, яку закінчив у 1979 році. Крім того, в його військову освіту входить навчання в Школі підготовки офіцерів з бойових дій надводних сил, в Командно-штабному коледжі ВМС, у Військово-морському штабному коледжі і в штабному коледжі збройних сил. Як володар ступеня магістра з міжнародних відносин і стратегічних питань безпеки, він був державним стипендіатом в корпорації РЕНД і випускником Центру міжнародних досліджень Массачусетського технологічного інституту.

## Військова служба
Гарвард пройшов спеціальну підготовку для офіцерів з бойових дій надводних сил на борту есмінця «Скотт» (типу «Кідд), а потім був переведений для навчання і перепідготовки до складу Сил спеціального призначення ВМС. Після закінчення базової школи водолазів-підривників і бойових плавців, отримав кваліфікацію офіцера морського спецназу Navy SEAL.
Проходив службу як командир взводу 3-го загону спеціального призначення ВМС, командир штурмової групи і офіцер оперативного відділу в Групі розгортання спеціальних бойових дій ВМС, офіцер з планування спеціальних операцій морських десантних сил 7-го флоту США, старший офіцер 1-го загону спеціального призначення ВМС (англ. Naval Special Warfare Unit 1) і командир 3-го загону спеціального призначення ВМС. В подальшому також був ад'ютантом командувача Силами спеціальних операцій Збройних сил США, заступником командувача змішаної об'єднаної тактичної групи спеціальних операцій (англ. Combined Joint Special Operations Task Force) під час проведення операції „Спільний горн“ в Боснії, і заступником командувача командування спеціальних операцій Тихоокеанського командування Збройних сил США.
Гарвард також брав участь у декількох кампаніях у зоні Перської затоки як командир оперативної групи спеціальних операцій ВМС під час операції "Грім в пустелі" і командир об'єднаної оперативної групи спеціальних операцій під час операції „Rugged Nautilus“.
З жовтня 2001 року командував 1-ю групою сил спеціальних операцій ВМС США, розгорнутої на території Афганістану. Одночасно з жовтня 2001 року по квітень 2002 року — командир оперативної групи «K-BAR». З жовтня 2002 командував оперативною групою спеціальних операцій ВМС „Центр“ (англ. Naval Special Warfare Task Group Central) в складі тактичної групи 561 в Іраку.
З серпня 2003 р директор зі стратегії та питань оборони в Управлінні по боротьбі з тероризмом апарату Ради національної безпеки (РНБ). У квітні 2005 року був призначений представником Голови Об'єднаного комітету начальників штабів у Національному центрі боротьби з тероризмом як член Головної міжвідомчої стратегічної групи.
З червня 2006 року по липень 2008 року служив заступником командувача по операціях Об'єднаного командування спеціальних операцій.
3 листопада 2008 року, Гарвард посів посаду заступника командувача міжвидових командування Збройних сил США.
Одночасно, з листопада 2009 року командував Об'єднаної міжвідомчої оперативної групою 435 (англ. Combined Joint Interagency Task Force 435) відповідала за нагляд за діями американських підрозділів, що займаються утриманням під вартою і виправними заходами в Афганістані.У травні 2011 року Гарвард був номінований на посаду заступника командувача Центральним командуванням Збройних сил США. Вступив на посаду в серпні 2011 року, в якій перебував до вересня 2013 року.
15 лютого 2017 року західні ЗМІ з посиланням на чиновників Білого дому повідомили, що новим радником президента США з національної безпеки, після відставки Майкла Флінна може стати віце-адмірал у відставці Роберт Гарвард.